# Nsumbu nationalpark
Nsumbu nationalpark, även Sumbu nationalpark, ligger vid Tanganyikasjöns västra strand i provinsen Northern i norra Zambia. Den omfattar cirka 2 000  km² och består av cirka 80 km strand inklusive fyra bukter (Kasaba, Kala, Nkamba och Sumbu) och Nundo head-halvön.